# Villa La Donosa
Villa La Donosa es una localidad argentina ubicada en el Departamento Santa María, provincia de Córdoba. Se encuentra 6 km al nordeste del centro de Alta Gracia, de la cual depende administrativamente, al este de la Ruta Provincial 5 que es su principal vía de acceso. 
Es un barrio de nivel socioeconómico medio-bajo.En 2012 se anunció la construcción de una dársena de ingreso sobre la Autovía que comunica Alta Gracia con Córdoba.
Integra la localidad de Villa del Prado que cuenta con 1,476 habitantes (Indec, 2010).